# Biphyllus
Biphyllus es un género de coleópteros polífagos.

## Especies
- Biphyllus flexuosus
- Biphyllus frater
- Biphyllus kolosovi
- Biphyllus lunatus
- Biphyllus marmoratus
- Biphyllus ussuriensis